# Paranthrene davidi
Paranthrene davidi is een vlinder uit de familie van de wespvlinders (Sesiidae). De wetenschappelijke naam van de soort is voor het eerst geldig gepubliceerd in 1917 door Le Cerf.